# Sporýš lékařský

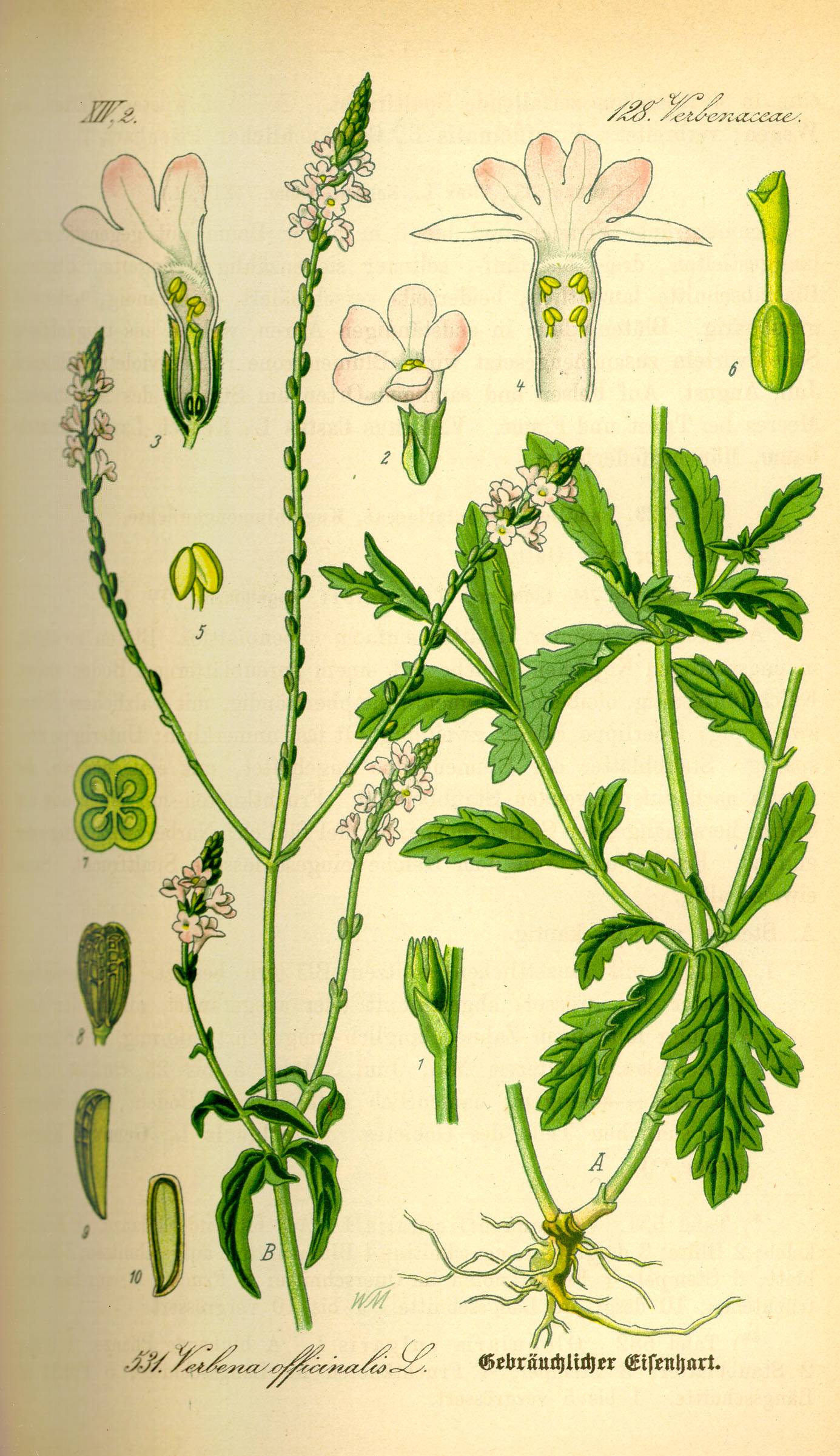
Zobrazení sporýše lékařského

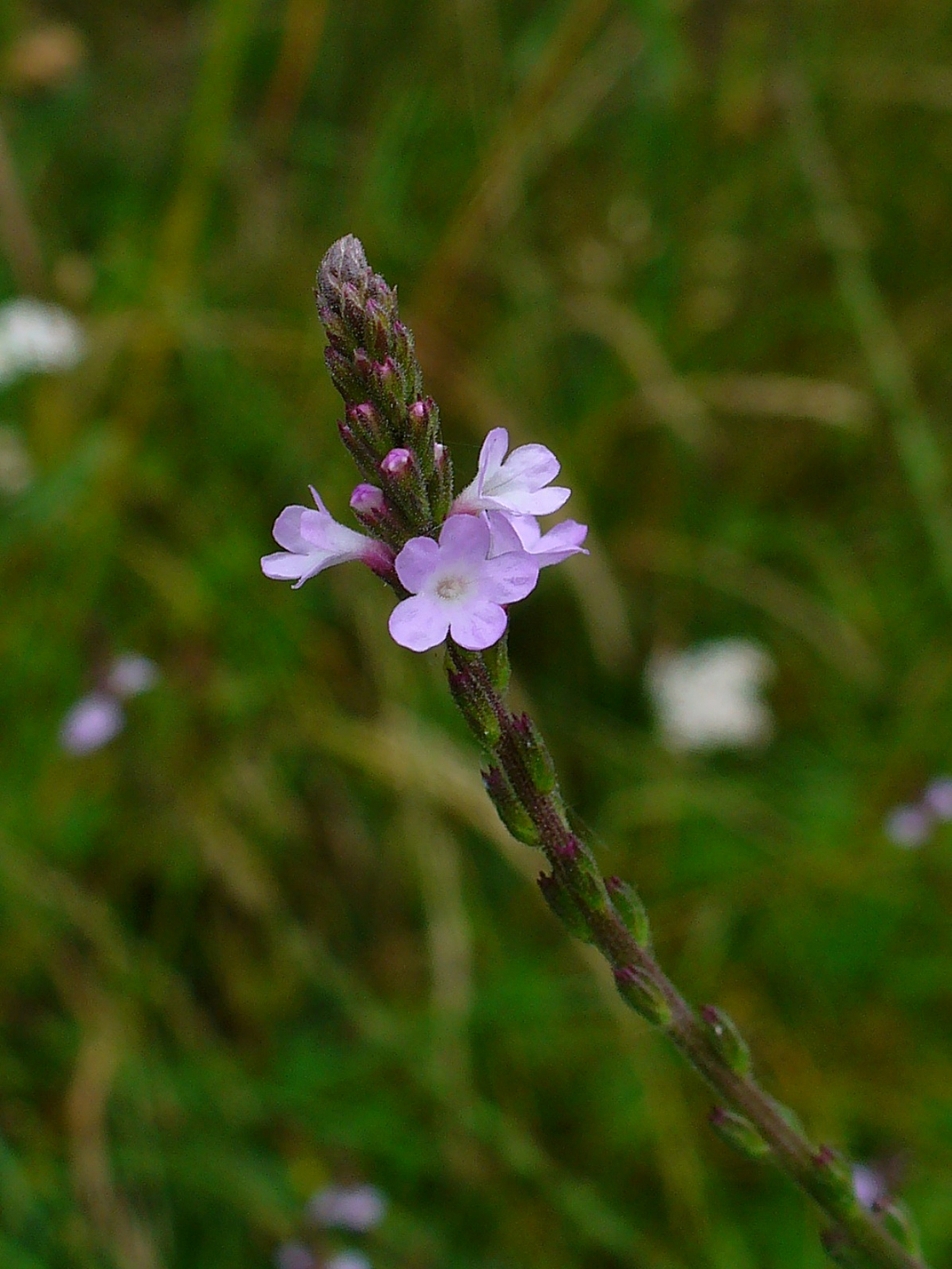
Květenství s květem

Sporýš lékařský (Verbena officinalis) je vytrvalá, okolo půl metru vysoká bylina kvetoucí v červenci a srpnu drobnými, slabě fialovými nebo narůžovělými květy v klasnatém květenství. V české přírodě je rostlinou nepůvodní; je považována za archeofyt, neboť rostla na území České republiky již před koncem 15. století. Byla sem zavlečena pravděpodobně neúmyslně jako plevel s užitkovými rostlinami, ale snad i vědomě pro její tehdy vyhlášené léčebné a magické účinky.

## Rozšíření
Původní areál sporýše lékařského zahrnuje území sahající od Středozemního moře na východ až po Himálaj a na jih až po Kapverdské ostrovy, Mauritánii a Etiopii. Později se jako archeofyt rozšířil téměř po celé Evropě a západní Asii. Po objevení Nového světa se dostal i do Severní Ameriky a s usnadněním cestování a dopravy zboží i do východní, střední a jižní Afriky, východní a jihovýchodní Asie a severní a východní Austrálie. Nyní je rostlinou téměř kosmopolitní.
Je jediným druhem rodu sporýš (celkem tvořeného asi 250 druhy), který se vyskytuje dlouhodobě a trvale na českém území. Mimo něj bývají do české přírody příležitostně zavlékány původem americké druhy: sporýš peruánský (Verbena peruviana) od roku 1853, sporýš tuhý (Verbena rigida) od roku 1967, sporýš klasnatý (Verbena bonariensis) od roku 1983 a hybrid sporýš zahradní (Verbena × hybrida).

## Ekologie
Je hemikryptofytem rostoucím na čerstvě vlhkých půdách, bohatých na živiny, hlavně dusík, slabě zásaditých či slabě kyselých, které bývají písčitohlinité až hlinité. Vyskytuje se na mezích, pastvinách, úhorech, podél cest, na březích vodních toků, ale také na ruderálních stanovištích i jako plevel v zahradách, a to od nížin do podhorského stupně. Dokáže po mnoho let růst i na místě s konkurencí progresivnějších rostlin. Jako světlomilná rostlina inklinuje k teplejším, plně osluněným místům.
Vyskytuje se v oblastech termofytika a částečně i v přilehlých územích mezofytika, na velkých částech republiky však chybí (např. v severozápadních Čechách); obvykle je přítomen do nadmořské výšky nejvýše 500 m n. m. Nyní však ustupuje následkem rozsáhlého mizení příhodných stanovišť. Kvete v červenci a srpnu, drobné květy ve štíhlých květenstvích nakvétají postupně od spodu. Ploidie druhu je 2n = 14.

## Popis
Většinou vytrvalé, řidčeji jednoleté byliny s lodyhou vysokou 30 až 70 cm vyrůstají z uzlovitého kořene. Lodyha je přímá, tuhá, čtyřhranná, dole dřevnatí, výše se větví a je krátce chlupatá. Porostlá je křižmostojnými, krátce řapíkatými až přisedlými, tuhými, jednoduchými, podlouhlými, šedozeleně zbarvenými listy s čepelí až 7 cm dlouhou a 4 cm širokou. Listy bez palistů jsou hrubě zoubkované až peřenoklané a oboustranně chlupaté.
Na vrcholu lodyhy a větví, vzácně též v úžlabí listů, vyrůstají klasy mnohokvětého květenství dlouhé 5 až 14 cm, jejichž vřetena se za plodu prodlužují až na 23 cm. Pravidelné, oboupohlavné květy s listeny mají trubkovitý, pěticípý, 3 mm dlouhý, membránovitý, vytrvalý kalich a dále řepicovitou, asi 5 mm dlouhou korunu s trubkou tvořenou pěti tupými laloky světle fialové, růžové nebo vzácněji bílé barvy. V květu jsou čtyři tyčinky nesoucí vejcovité prašníky; dvě z nich jsou delší a všechny jsou až do horní poloviny přirostlé k nálevkovité korunní trubce. Gyneceum je cenokarpní, vzniklo ze dvou plodolistů a později se z něho vyvine čtyřpouzdrý horní semeník; v každém pouzdru je po jednom vajíčku. Čnělka je krátká a na vrcholu má bliznu se dvěma drobnými laloky. Opylení zajišťují hlavně motýli a jiný hmyz s dlouhým sosákem, případně může dojít k samoopylení.
Plod je uzavřen ve vytrvalém kalichu a ve zralosti se rozpadá na čtyři hnědé tvrdky s tvrdým oplodím. Tvrdky jsou podlouhle vejčité, až 2 mm dlouhé, světle hnědé, na spodní straně bradavčité a na horní síťované.

## Význam
Dříve byl sporýš lékařský považován za magickou rostlinu s afrodisiakálními účinky, dokonce měl chránit lidské tělo před střelami; tuto vlastnost dokládá staročeské pojmenování rodu "železník", které se dodnes zachovalo ve slovenském jménu rostliny. Byl hojně používán v lidovém léčitelství při bolesti v krku, nachlazení nebo chronické bronchitidě pro usnadnění odkašlávání, při špatné činnosti jater, ledvin, u potíží se zažíváním; působí močopudně, urychluje regeneraci organismu a zvyšuje odolnost proti stresu. Působí slabě neuralgicky a pomáhá při psychogenně podmíněných, tzv. tenzních bolestech hlavy, zmírňuje pocit úzkosti, strachu, podráždění a slabosti. Čerstvé výhonky se pojídají jako salát a ze sušené nati se vaří čaj. Sbírá se nahořklá lodyha na počátku květu, kdy obsahuje hlavně mnohé hořčiny, třísloviny, glykosidy, silice a zejména alkaloidy verbenalin a verbenin a enzymy emulsin a invertin. Nyní je v Česku považován za ohroženou rostlinu, což omezuje sběr z volné přírody; některá zahradnictví však nabízejí jeho semena.
Pro své mírně povzbuzující účinky bývá využíván jako náhražka čínského čaje, obvykle s přídavkem koření.

## Rozmnožování
Rostlina se může za příhodných podmínek na stanovišti rozmnožit rozrůstáním kořenové hlavy, na větší vzdálenosti svými semeny (tvrdkami). Při umělém množení se semena vysévají na jaře buď do studeného skleníku, nebo přímo na stanoviště. Zhruba za tři týdny semena vyklíčí a koncem léta se semenáčky přesadí na trvalé stanoviště; dalším rokem mohou při dostatku živin vykvést.

## Ohrožení
Sporýš lékařský postupně z české přírody mizí, což je připisováno úbytku vhodných, teplých stanovišť. Ta se z krajiny vytrácejí změnou obhospodařování (přeměna zemědělsky neobdělávaných stanovišť v ornou půdu, nebo naopak zarůstáním vzrůstnými plevelnými rostlinami či náletovými dřevinami), nebo využíváním pozemků k hospodářským účelům. V Červeném seznamu cévnatých rostlin České republiky, třetí vydání z roku 2012, byl zařazen mezi ohrožené druhy (C3).